# Bertil Lundman
Bertil J. Lundman (Malmö, 28 de setembro de 1899 – Uppsala, 5 de novembro de 1993) foi um antropólogo físico sueco. Foi membro da Associação Internacional para Avanço da Etnologia e Eugenia, contribuiu extensivamente para o periódico alemão Zeitschrift für Rassenkunde (editado por Egon von Eickstedt com a ajuda de Hans F. K. Günther) e foi professor da Universidade de Uppsala.